# Geertruidenberg
Geertruidenberg – miasto i gmina w południowej Holandii (prowincja Brabancja Północna). Liczy ok. 20 tys. mieszkańców (2008).